# Rozvojová ekonomie
Rozvojová ekonomie je odvětví ekonomie, které se zabývá ekonomickými aspekty rozvojového procesu v zemích s nízkými příjmy. Zaměřuje se nejen na metody podpory hospodářského rozvoje, hospodářského růstu a strukturálních změn, ale také na zvyšování potenciálu masy populace, například prostřednictvím zdraví, vzdělávání a podmínek na pracovišti, ať už prostřednictvím veřejných nebo soukromých kanálů.
Ekonomika rozvoje zahrnuje vytváření teorií a metod, které napomáhají při určování politik a postupů a lze je implementovat na domácí nebo mezinárodní úrovni. To může zahrnovat restrukturalizaci tržních pobídek nebo použití matematických metod, jako je mezičasová optimalizace pro analýzu projektu, nebo to může zahrnovat kombinaci kvantitativních a kvalitativních metod.
Na rozdíl od mnoha jiných oborů ekonomie mohou přístupy v rozvojové ekonomice zahrnovat sociální a politické faktory k vytvoření konkrétních plánů. Na rozdíl od mnoha jiných oborů ekonomie neexistuje shoda v tom, co by studenti měli vědět. Různé přístupy mohou brát v úvahu faktory, které přispívají k ekonomické konvergenci nebo nekonvergenci napříč domácnostmi, regiony a zeměmi